# Yanlai
Yanlai (kinesiska: 燕来乡, 燕来) är en socken i Kina. Den ligger i den autonoma regionen Guangxi, i den södra delen av landet, omkring 290 kilometer nordväst om regionhuvudstaden Nanning.
Genomsnittlig årsnederbörd är 1 434 millimeter. Den regnigaste månaden är juni, med i genomsnitt 278 mm nederbörd, och den torraste är februari, med 26 mm nederbörd.